# Marina Hunziker
Marina Hunziker (* 1990) ist eine Schweizer Ozeanruderin aus Meggen im Kanton Luzern. Sie erlangte Bekanntheit durch ihre Ruderüberquerungen des Atlantiks und des Pazifiks.

## Leben und Karriere
Marina Hunziker begann ihre Karriere im Extremrudern 2018 und stellte sich dabei den Herausforderungen auf zwei Weltmeeren.

## Ozeanüberquerungen

### Atlantiküberquerung (2021/2022)
Im Winter 2021/2022 nahm Marina Hunziker gemeinsam mit ihrer Kollegin Sonja Graf als erstes Schweizer Frauen-Duo bei der „Talisker Whisky Atlantic Challenge“ teil und sie ruderten zusammen über den Atlantik. Sie benötigten dafür 75 Tage, 10 Stunden und 6 Minuten und meisterten die Strecke zwischen den Kanarischen Inseln und der Karibik. Einen grossen Teil der Reise bewältigten sie ohne Strom und bei schlechtem Wetter.

### Pazifiküberquerung (2023)
Im Sommer 2023 wagte sich Marina Hunziker mit der Teilnahme am „World’s Toughest Row“ im Vierer-Team „Ohana“ an die Pazifiküberquerung. Das Team, bestehend aus Paul Lore (USA), Mat Steinlin (USA), Iris Noordzij (Niederlande) und Hunziker, überquerte den Pazifik von Monterey, Kalifornien, nach Kauai, Hawaii, in 36 Tagen, 3 Stunden und 49 Minuten. Sie erreichten Hawaii am 18. Juli 2023.